# Das Millionen-Halsband
Das Millionen-Halsband ist ein deutsches Stummfilm-Kriminaldrama aus dem Jahre 1914 mit Erna Morena in der Hauptrolle.

## Handlung
Das Verschwinden einer wertvollen Schmucksendung steht im Mittelpunkt des Geschehens. Dahinter steckt eine gewiefte Verbrecherbande, die von einem Don Juan der Gesellschaft angeführt wird. Im Umfeld dieser Gang bewegen sich die unterschiedlichsten, schrägen Typen; Hehlerinnen, Hochstapler und Hetären. Der Film zeigt, wie in präziser Kleinarbeit die Vorbereitungen für den großen Raubzug laufen und dann den Juwelieren ihre Preziosen abgenommen werden. 
Bald aber heftet sich ein gewiefter Polizeiermittler auf die Spuren der Juwelendiebe und setzt die Bande unter Druck. Da die Geliebte des Bandenanführers in einer anderen, jüngeren Frau Konkurrenz erwächst, wird die etwas ältere Lebedame zum Sprengsatz der Gruppe. In ihrer Eifersucht verrät sie ihren Liebhaber, den Don Juan und Bandenchef. So kann die Polizei die Ganoven dingfest machen und die Bande sprengen. Als die abgelegte Geliebte die Wirkung ihres Verrats erkennt, nimmt sie Gift und stirbt.

## Produktionsnotizen
Das Millionen-Halsband, auch oftmals zusammengeschrieben geführt (Das Millionenhalsband), entstand im Frühjahr 1914 im Literarria-Film-Atelier in Berlin-Tempelhof. Der Vierakter mit einer Länge von 1000 Metern passierte die Filmzensur Anfang Mai 1914 und wurde am 9. Mai desselben Jahres uraufgeführt.

## Kritik
„Das Thema erinnert lebhaft an die Perlenkollier-Affäre, die lange Zeit Paris und London und die ganze Welt in aufregendem Atem hielt. (…) Der weit größere Vorzug des Filmstückes aber ist die ausgezeichnet gelungene Schilderung des Charakters einer Verbrechergesellschaft, die alle Typen dieser lichtscheuen Individuen umfasst, welche die Statistik der Kriminalisten erkennt. (…) [Die Verräterin] wird von Erna Morena in der zynischen Manier gespielt, die einst Asta Nielsen beim Publikum so sehr beliebt machte. Auch Herr Antalffy entledigt sich seiner schweren Aufgabe mit großem künstlerischen Elan. Die Inszenierung, die sich in eine prachtvolle Kleinarbeit ergeht, ist lobenswert.“